# Hotaki
1709–1738
Entités précédentes :
- Séfévides

Entités suivantes :
- Afcharides

Les Hotaki sont une dynastie des Ghilzai, l'une des principales confédérations du peuple pachtoune. Originaire de la région de Kandahar, elle fonde un empire éphémère qui gouverne le sud de l'Afghanistan et une partie de l'Iran dans la première moitié du XVIIIe siècle.
La dynastie est fondée par Mirwais Khan, qui se révolte contre les Séfévides en 1709 et assassine le gouverneur de Kandahar Gurgin Khan. Les armées successives envoyées par les Séfévides ne parviennent pas à mater cette rébellion. Le fils de Mir Wais, Mahmoud, envahit la Perse, s'empare d'Ispahan et dépose le chah séfévide Soltan Hossein pour régner à sa place.
La domination afghane sur la Perse ne dure que quelques années. Un général afchar du Khorassan, Nader Chah, prend le parti du fils de Hossein, Tahmasp II. En 1729, il remporte la bataille de Damghan et repousse les Hotaki hors de Perse, vers leur bastion de Kandahar. Il s'empare de cette ville en 1738, mettant un terme à l'Empire hotaki. Quelques années plus tard, l'Afghanistan recouvre son indépendance sous la dynastie Durrani, issue d'une autre confédération pachtoune, celle des Abdali.

## Histoire

### Contexte
Au début du XVIIIe siècle, l'Afghanistan est partagé entre les Séfévides chiites à l'ouest et les Moghols sunnites à l'est. Les deux empires se disputent depuis deux cents ans la région de Kandahar, cruciale pour le commerce entre la Perse et l'Inde. Conquise en 1507 par Babur, fondateur de l'Empire moghol, elle est cédée aux Perses par son fils Humâyûn en échange de leur assistance militaire en 1554. Son propre fils Akbar en reprend le contrôle en 1595, mais elle repasse aux Séfévides au terme de la guerre de 1649-1653 (en).
À l'échelon local, cette lutte se reflète dans la compétition entre les deux grandes confédérations pachtounes : les Abdali, alliés des Perses, et les Ghilzai, qui leur sont opposés. Les premiers ayant été déplacés vers Hérat sous le règne du Séfévide Abbas le Grand (1587-1629), ce sont les Ghilzai qui dominent la région de Kandahar au début du XVIIIe siècle. L'Empire séfévide est alors sur le déclin et ses frontières orientales sont le théâtre de révoltes et de raids de la part des populations locales (Ouzbeks, Pachtounes, Baloutches). Ces dernières, majoritairement sunnites, sont d'autant plus agitées que le gouvernement d'Ispahan applique une politique fermement pro-chiite.

### La révolte de Mirwais Khan
En 1704, le chah séfévide Soltan Hossein nomme un prince géorgien, Georges XI (ou Gurgin Khan après sa conversion à l'islam), gouverneur de Kandahar et commandant en chef des armées locales. Ses troupes font preuve d'une grande brutalité vis-à-vis des Pachtounes et empêchent ces derniers de transmettre leurs doléances à la cour d'Ispahan. Gurgin Khan s'oppose à Mirwais Khan, chef des Ghilzai et maire de Kandahar, également responsable de la bonne circulation des caravanes dans la région. Dépouillé de cette charge et mécontent du traitement réservé à ses compatriotes, Mirwais Khan se révolte, ce qui lui vaut d'être arrêté et envoyé à Ispahan.
Durant son exil, Mirwais Khan utilise son influence et son argent pour se réhabiliter aux yeux du chah. Il parvient à le convaincre que Gurgin Khan conspire contre lui pour se rendre indépendant. Il est autorisé à se rendre en pèlerinage à La Mecque, où il s'enquiert auprès des muftis de la possibilité de se révolter contre un souverain hérétique et parjure. Ayant reçu une réponse positive (fatwa), il rentre à Ispahan, où il invente un complot entre les Géorgiens (théoriquement vassaux du chah) et l'Empire russe pour convaincre Soltan Hossein de le renvoyer à Kandahar, sous le prétexte de surveiller les agissements de Gurgin Khan.
Mirwais Khan rallie les Ghilzai et Gurgin Khan est assassiné en 1709. Selon une version des faits, il aurait été invité à un banquet par les Afghans qui l'auraient ensuite massacré. Une autre version affirme qu'il est tué par surprise dans sa tente ou à l'entrée de son harem. Mirwais Khan prend le contrôle de Kandahar et s'y proclame indépendant. Quand la nouvelle arrive à Ispahan, le chah envoie une armée menée par Kaikhosro Khan, le neveu de Gurgin Khan, pour mater les rebelles et venger son oncle.

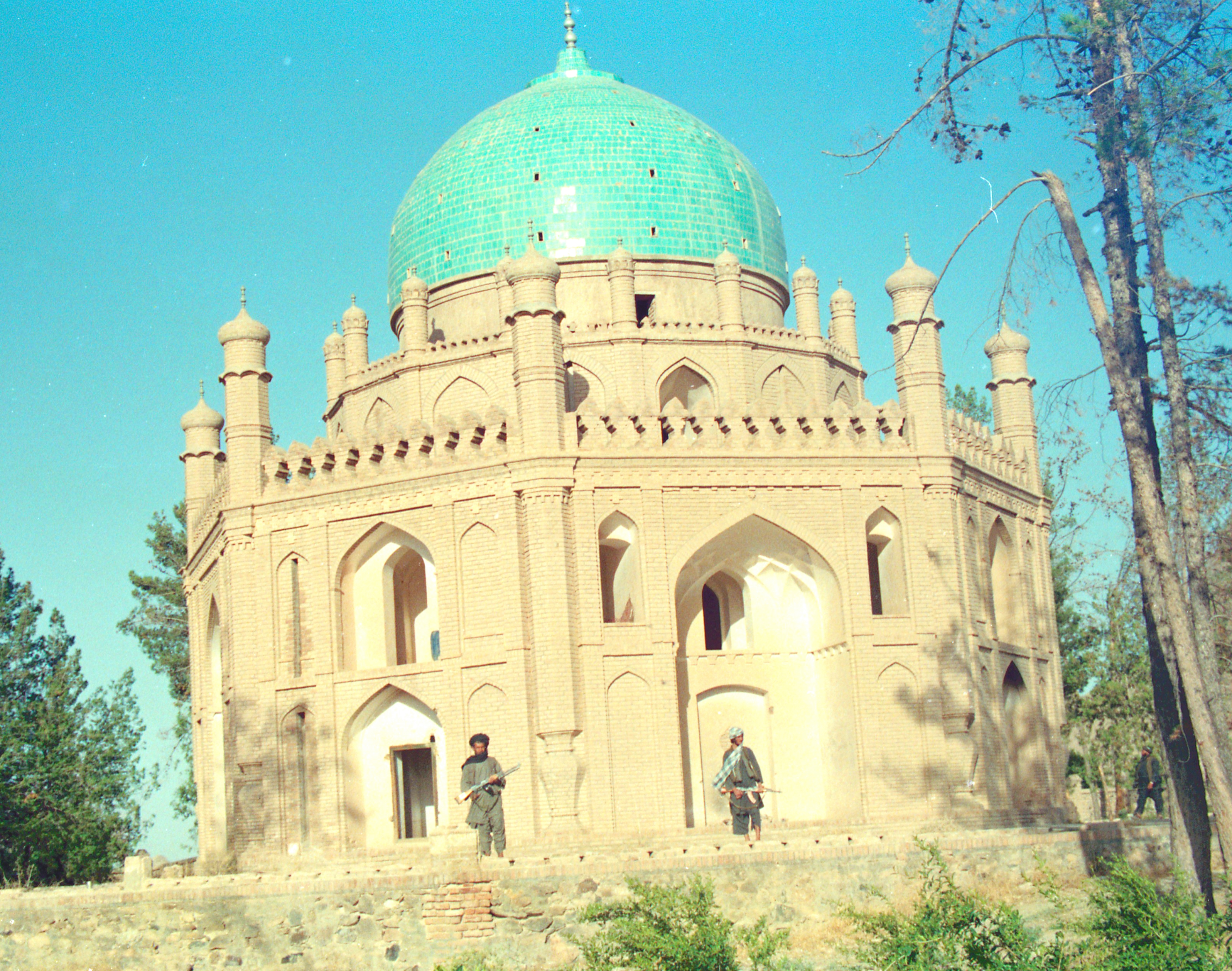
Le mausolée de Mirwais Khan à Kandahar.

Handicapé par le manque de fonds et les intrigues de ses rivaux à la cour séfévide, Kaikhosro Khan arrive tout de même devant Kandahar à l'été 1711 et assiège la ville. Au bout de deux mois, les Ghilzai sont prêts à se rendre, mais les conditions très dures demandées par leur adversaire les décident à poursuivre la lutte. En fin de compte, les Géorgiens, affaiblis par la chaleur, les épidémies et le manque de ravitaillement, sont contraints de battre en retraite au mois d'octobre. Ils subissent de lourdes pertes, laissant les Afghans récupérer leur équipement, et Kaikhosro Khan est tué dans la débâcle.
Une autre armée perse est envoyée en 1712, mais son commandant, le qurchi-bashi Muhammad Zaman Khan Shaman, meurt avant même d'avoir atteint Hérat. Mirwais Khan étend son autorité sur le Helmand, à l'ouest de Kandahar, en 1713. Il meurt paisiblement en novembre 1715. Son frère Abdul Aziz, de tempérament pacifique, lui succède brièvement avant d'être éliminé en 1717 par Mahmoud, le fils aîné de Mirwais Khan, qui n'est âgé que de dix-huit ans.

### L'invasion et la conquête de la Perse

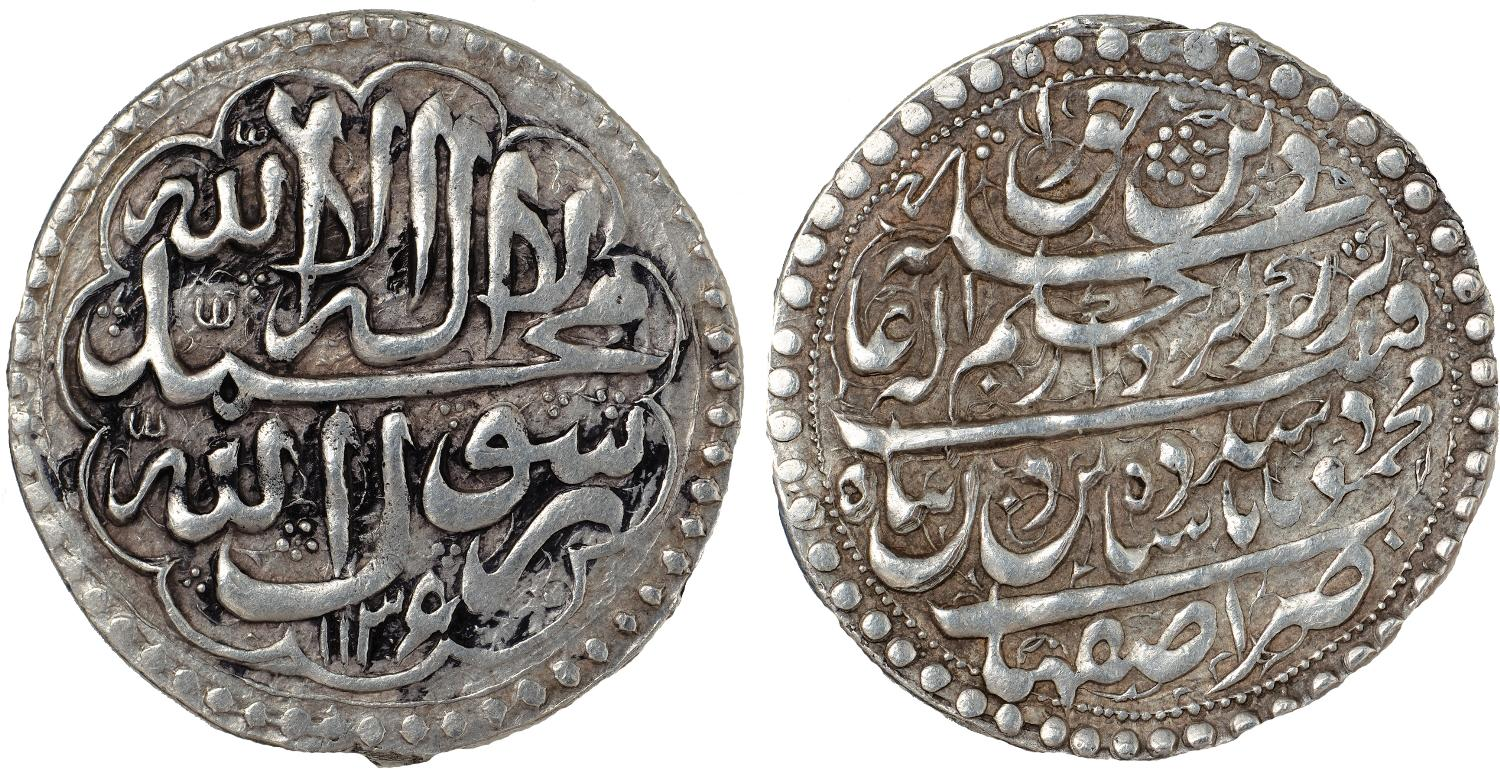
Pièce frappée à Ispahan sous le règne de Mahmoud.

Mahmoud lance une première campagne contre les Séfévides en 1719 et s'empare de la ville de Kerman, qui est pillée par les Afghans et en partie détruite. Il mène une deuxième offensive en 1721 qui s'enfonce au cœur de l'Empire séfévide, dépassant Kerman et Yazd sans les occuper. Le 8 mars 1722, il remporte une victoire décisive sur les Perses à la bataille de Gulnabad, à une vingtaine de kilomètres à l'est d'Ispahan. Surpris par l'ampleur de son succès, Mahmoud ne poursuit pas immédiatement sa route vers Ispahan. Il s'empare du château de Farahabad et livre le quartier arménien de Djolfa au pillage.
Alors que les Afghans se préparent à assiéger Ispahan, Soltan Hossein interdit aux civils de quitter la ville. Lui-même choisit de rester dans sa capitale plutôt que d'aller lever des troupes fraîches dans les provinces de son empire. Mahmoud ne dispose pas de l'artillerie nécessaire pour prendre la ville d'assaut, et il n'a pas assez d'hommes pour l'encercler, mais il dispose ses troupes aux points de passage stratégiques, empêchant toute communication avec l'extérieur. Le fils du chah, Tahmasp II, parvient à s'échapper de la ville, mais il se montre incapable de réunir des troupes pour briser le siège et secourir son père.
La famine fait bientôt rage à Ispahan et les tentatives séfévides de rompre le siège sont des échecs. Des négociations prennent place durant l'été, mais elles n'aboutissent pas, le premier exigeant la cession de toute la moitié orientale de l'empire et un tribut de 400 000 tomans que le chah est incapable de rassembler. Le 23 octobre 1722, Soltan Hossein se rend au camp afghan, à Farahabad, et abdique en faveur de Mahmoud avant de se constituer prisonnier. Il fixe lui-même sur le turban de son vainqueur le jiqa, coiffe de plumes de héron ornée de joyaux qui symbolise son autorité. Mahmoud entre en grande pompe à Ispahan deux jours plus tard et occupe le palais impérial,.

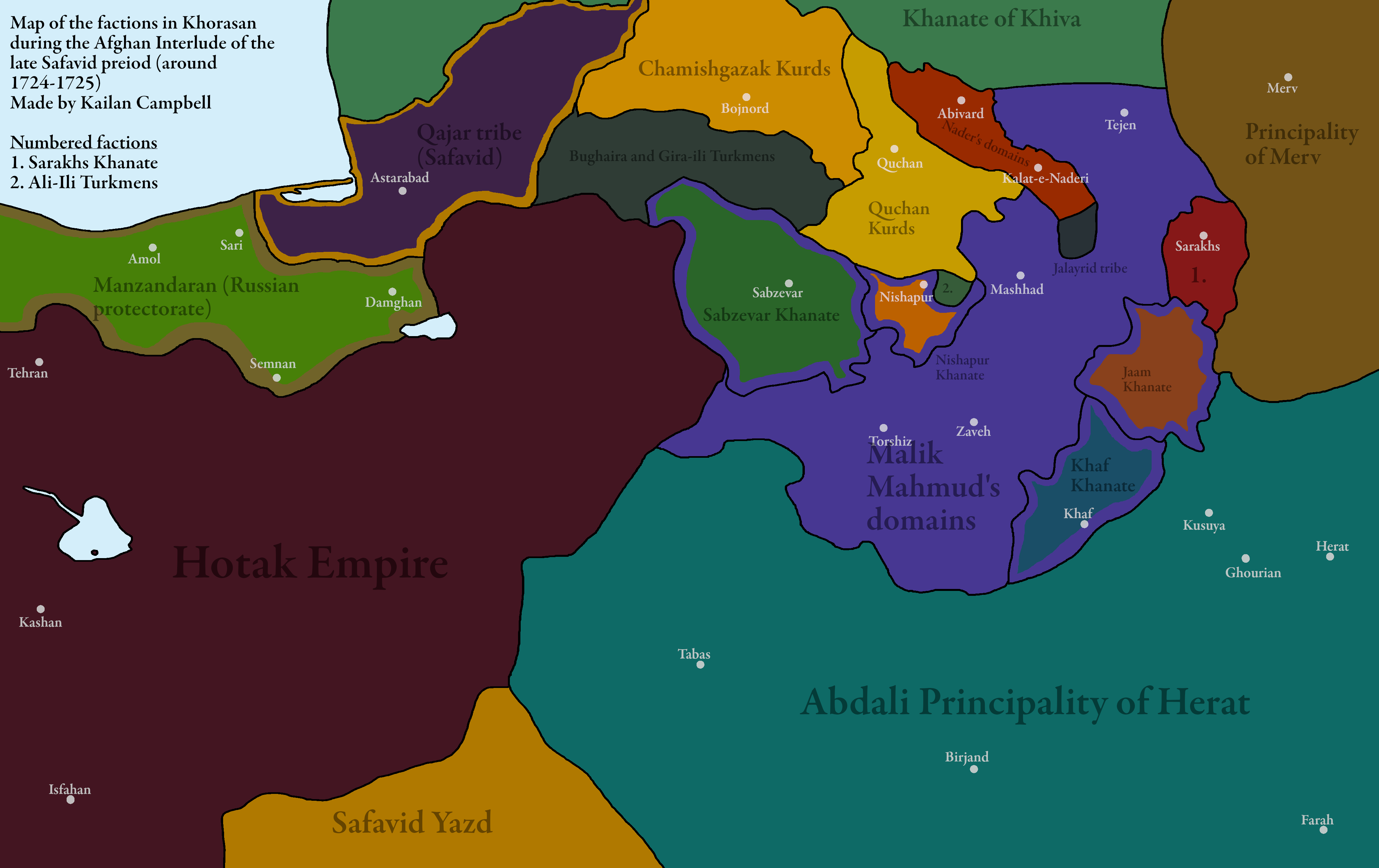
Le Khorassan fragmenté en 1724.

La nouvelle de la chute d'Ispahan et de la déposition du chah sème le chaos dans l'Empire séfévide. À l'est, Malik Mahmoud Sistani se proclame indépendant dans le Khorassan et les Abdalis font de même à Hérat, tandis qu'à l'ouest, l'Empire russe et l'Empire ottoman comptent bien profiter de la situation pour s'agrandir aux dépens de la Perse. Les deux empires s'accordent pour se partager le nord et l'ouest du pays au traité de Constantinople (en) : le Guilan, le Mazandéran, Astrabad, le Daghestan et le Chirvan reviennent à la Russie, tandis que les Ottomans annexent la majeure partie de la Transcaucasie, l'Azerbaïdjan iranien, Hamadan et Kermanchah.
Mahmoud Hotaki ne parvient pas à imposer son autorité sur le reste de la Perse. Ses troupes sont battues en essayant de mater une rébellion à Qazvin en 1723. Son état mental se dégrade et il sombre dans la paranoïa. En février 1725, il ordonne l'exécution de tous les princes séfévides qu'il détient captifs, à l'exception de l'ancien chah et de deux de ses fils. Son instabilité inquiète les officiers de son armée, qui apportent leur soutien à son cousin Achraf. Une révolution de palais entraîne la déposition de Mahmoud au profit d'Achraf en avril 1725.

### Achraf Khan contre Nader Chah

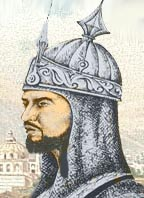
Achraf Khan.

Achraf Khan se considère comme le successeur légitime des chahs séfévides. À ce titre, il exige de la Russie et des Ottomans qu'ils restituent les territoires perses qu'ils ont annexé. Les Ottomans réagissent en lui déclarant la guerre en 1726, sous le prétexte de rétablir les Séfévides sur le trône. En réaction, Achraf fait mettre à mort Soltan Hossein avant de se porter à la rencontre de l'ennemi, qu'il bat à Khorramabad le 20 novembre 1726. Les troupes turques sont démoralisées par la propagande afghane, qui souligne qu'ils se battent contre d'autres sunnites au lieu d'affronter les Perses chiites. Un traité de paix est conclu en octobre 1727 : la Sublime Porte reconnaît Achraf comme chah en échange de sa renonciation aux territoires perdus. S'il ne rencontre pas autant de succès face aux Russes dans ses campagnes, Achraf obtient également qu'ils reconnaissent sa légitimité dans un traité de paix en février 1729.
Les Afghans sont également confrontés au mécontentement de leurs nouveaux sujets. Plusieurs révoltes éclatent en faveur de prétendants au trône, notamment dans le Kerman et le Baloutchistan. Le plus menaçant est le fils de Soltan Hossein, Tahmasp II, soutenu par les peuples turcs du nord-est de la Perse (Afchars et Kadjars). Grâce au soutien du général afchar Nader Qoli Khan, il parvient à consolider sa position dans le Khorassan. Prenant conscience de la menace qu'il constitue, Achraf décide d'envahir le Khorassan en 1729. Son objectif est de conquérir Mashhad pendant que les armées de Nader sont occupées à combattre les Abdali pour le contrôle de Hérat.
Achraf quitte Ispahan en août 1729, mais Nader est déjà rentré au pays après avoir soumis les Abdali. Leurs armées s'affrontent près du village de Mehmandust le 29 septembre. La bataille de Damghan se solde par une victoire éclatante de Nader, qui repousse les Afghans vers l'ouest et se lance à leur poursuite. Achraf tente de lui tendre une embuscade à la passe de Khwar, près de Varamin, mais les espions de Nader le préviennent et font échouer les plans afghans. Achraf doit battre en retraite jusqu'à Ispahan, abandonnant Téhéran aux forces séfévides.
De retour dans la capitale, Achraf projette de se porter à nouveau à la rencontre de Nader, mais il craint une révolte des notables de la ville qui prendrait ses hommes en étau. Il décide donc d'ordonner le massacre de 3 000 nobles perses. Durant cette purge, les troupes afghanes pillent la ville et mettent le feu au bazar. Accompagné de renforts d'artillerie ottomane, Achraf livre une nouvelle bataille contre Nader à Murcheh-Khort (en), à une cinquantaine de kilomètres au nord-ouest d'Ispahan, le 12 novembre. Les Afghans subissent de lourdes pertes à la bataille de Murcheh-Khort et fuient le champ de bataille. Achraf retourne à Ispahan, qu'il évacue dès le lendemain avec le reste de ses hommes et le trésor royal, laissant Nader pénétrer dans la ville à la tête de son armée victorieuse le 16.
Achraf prend la direction du Fars pour rallier des renforts, mais Nader le pourchasse et lui inflige une nouvelle défaite à la bataille de Zarghan, près de Chiraz, le 15 janvier 1730. L'armée afghane se délite progressivement durant sa fuite vers le sud-est. Achraf envisage de rejoindre la côte de la mer d'Arabie pour se rendre en bateau à Bassorah et poursuivre la lutte avec l'aide des Ottomans, mais il ne parvient pas à atteindre le littoral. Faisant demi-tour, il s'enfonce dans le désert du Baloutchistan pour rejoindre Kandahar, mais il est capturé par un groupe de Baloutches et assassiné avant la fin de l'hiver.

### La fin de l'Empire hotaki

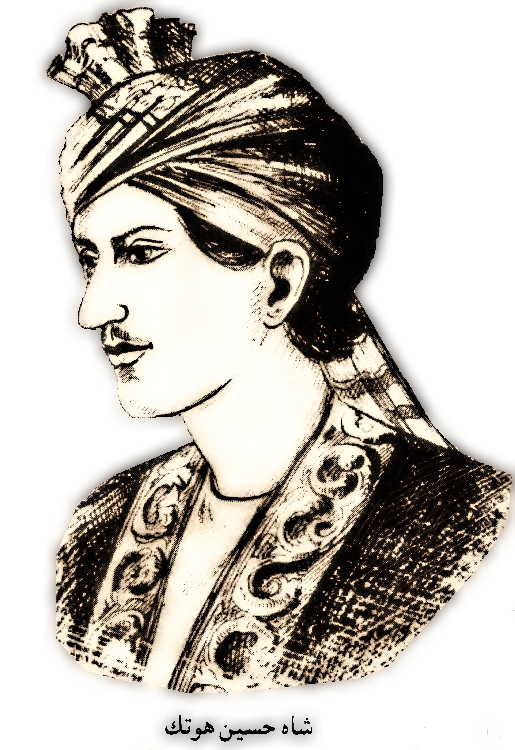
Hossein, dernier souverain de la dynastie hotaki.

À la mort d'Achraf Khan, l'autorité des Hotaki est de nouveau restreinte au sud de l'Afghanistan sous le dernier représentant de la dynastie, Hossein, un frère de Mahmoud. En 1730, il encourage les Abdali de Hérat à se révolter contre Nader, alors occupé à lutter contre l'Empire ottoman. Cette révolte menace brièvement le Khorassan, mais Nader abandonne sa campagne à l'ouest pour s'empresser de mater les Afghans et rétablir l'autorité séfévide sur Hérat.
Une fois la paix conclue avec les Ottomans, Nader dépose en 1736 le dernier chah séfévide et assume le pouvoir en son nom propre, fondant la dynastie des Afcharides. Il tourne à nouveau son attention vers l'est et vient mettre le siège devant Kandahar en avril 1737. La ville tombe entre ses mains le 24 mars 1738 et Hossein capitule le lendemain, ce qui marque la fin de la dynastie Hotaki. L'ancien chah et sa famille sont déportés dans le Mazandéran, tandis que la vieille ville de Kandahar est détruite et remplacée par une ville nouvelle baptisée Naderabad. Nader Chah invite également les Abdali à revenir à Kandahar pour remplacer les Ghilzai. Cette campagne sert de prélude à l'invasion de l'Inde (en) par les forces de Nader.

## Liste des souverains de l'Empire hotaki
- X
  - 1. Mirwais (1709-1715)
    - 3. Mahmoud (1717-1725)
    - 5. Hossein (1729-1738)

  - 2. Abdul Aziz (1715-1717)
    - 4. Achraf (1725-1729)